# Rosteig
Rosteig es una localidad y comuna francesa, situada en el departamento de Bajo Rin en la región de Alsacia.
La comuna se ubica en los límites  del Parque natural regional de los Vosgos del Norte.
Limita 
al norte con Soucht y Meisenthal, al sureste con Wingen-sur-Moder, al sur con Zittersheim, al suroeste con Puberg y al noroeste con Volksberg.

## Demografía
| 637 | 677 | 672 | 621 | 616 | 566 |
| Para los censos de 1962 a 1999 la población legal corresponde a la población sin duplicidades (Fuente: INSEE [Consultar]) |     |     |     |     |     |